# دهه ۱۲۰۰ (پیش از میلاد)
دهه ۱۲۰۰ (پیش از میلاد) صد و بیستمین دهه قبل از مبدأ شروع تقویم میلادی است.